# Мустафа Чаушев
Мустафа Арифов Чаушев е български поп и попфолк певец от турски произход. В репертоара си има много кавъри на песни на сръбски и турски изпълнители, много от които с преводни текстове на български език, но и много турски песни, изпълнени в оригинал.

## Биография
Мустафа Чаушев е роден в Шумен на 10 април 1943 г. Първата му сценична изява е на абитуриентския му бал през 1961 г. Още в казармата в Смолян става диригент на хор и пее с оркестър. Там получава първите си покани от БНР за звукозаписна дейност. Започва работа с оркестър „Шумен“ и се изявява в най-известните заведения на Шумен, докато в казиното на града конкуренция им прави актьорът Тодор Колев. После идват и първите прояви на концертния подиум в Шумен през 1964 г. През 1965 г. осъществява първото си турне – в Сърбия, за 6 месеца, за което му помага Астор. През 1967 г. започва усилени записи в БНР на турски песни, броят на които надхвърля 100.
През 1968 г. завършва първия випуск на Естрадния отдел на Държавната консерватория в класа на Ирина Чмихова, заедно с Мими Иванова, Йордан Марчинков, Ангелина Баева и Петър Чернев. Истинският му пробив идва, когато записва песента „Жената на моя приятел“ на френския изпълнител Адамо. Дебютира на голямата сцена през 1969 г. и става популярен с изпълнения на шлагери, много от които композирани от големия Тончо Русев, който го открива го открива на запис в радиото и го кани за солист на оркестър „Балкантон“ с диригент Димитър Ганев, с който работи повече от две години. През същата година „Балкантон“ издава първата му малка плоча („Мустафа Чаушев“ – ВТМ 6210), записана с песни на турски език: „Дилайла“, „Един ден от живота“, „Не ме изоставяй“ и „Не вярвам в любовта ти“. През 1970 г. „Балкантон“ издава и втората му малка плоча – сингъл на български език („Пее Мустафа Чаушев“ – ВТК 2933), съдържаща песните „Нямаш време за мен“ и „Мой живот“, продадена в над 100-хиляден тираж. Прави кавър на турски език на хита „Делфините“ (м. Димитър Вълчев, т. Димитър Керелезов), с която Йорданка Христова печели първа награда на „Златният Орфей“. Става солист на оркестър „Балкантон“ с диригент Димитър Ганев, с които работи повече от две години. С преводната песен „Нямаш време ти за мен“ по текст на Надежда Захариева става „Новият глас на Радио София“ през 1969 г. През 1970 г. осъществява две концертни турнета в Русия – съвместно с Лили Иванова и оркестър „Балкантон“, а през следващите години многократно гостува там със самостоятелни шоу програми. Песента „Мое слънце“ (м. Морис Аладжем, т. Димитър Ценов) става „Мелодия на годината“ на месец май през 1972 г., а „Момчето и вятъра“ – трета награда на радиоконкурса „Пролет“. Това потвърждава летящия старт на певеца. Сред песните, които изпълнява, награди получават: „Зимно море“ (м. Тончо Русев, т. Петър Караангов) – първа награда на първото издание на фестивала „Бургас и морето“ (1973), „Незнайният моряк“ (м. Христо Ковачев, т. Емил Розин) – първа награда и награда на публиката на фестивала „Песни за Варна“ (1974), „Пролет“ (м. Тончо Русев, т. Дамян Дамянов) – втора награда на Пролетния радиоконкурс (1974). През същата година записва първата си малка плоча в Турция. През 1975 г. се представя на най-големия форум по това време в Европа – „Шлагерфестивал“, Дрезден, ГДР. Бил е солист на Ленинградския диксиленд и Московския мюзикхол. Имал е турнета в Югославия, Полша, Чехословакия, Алжир, Тунис, Мароко, Куба, всички съветски републики, а най-често в Турция.
През 1974 г. „Балкантон“ издава дебютната му дългосвиреща плоча, озаглавена „Мустафа Чаушев“, под каталожен номер ВТА 1845. Хитове от нея са: „Една мечта“ (м. Тончо Русев, т. Надежда Захариева), „Пролет“ (м. Тончо Русев, т. Дамян Дамянов), „Любов за теб“ (б. т. Надежда Захариева), „Китка за теб“ (б. т. Георги Начев, ар. Тончо Русев), „Ако си отиде изведнъж“ (б. т. Надежда Захариева, ар. Тончо Русев), както и песента „Никой в теб не вижда любовта“ (б. т. Надежда Захариева, ар. Тенко Славов) – първият български вариант на песента „Циганинът“ на Хосе Фелисиано, които се приемат с огромен успех. През същата година публиката отново засвидетелства любовта си към певеца, като обявява песента „Оня мой неизвестен връстник“ (м. Тончо Русев, т. Петър Караангов) за Мелодия на месец октомври в едноименната класация „Мелодия на годината“. Втората си дългосвиреща плоча – ВТА 2098, „Балкантон“ – записва през 1977 г. и отново прави мегахитове, като „За две ръце“ (м. Тончо Русев, т. Евтим Евтимов, ар. Панайот Славчев), „Таня“ (м. Стефан Димитров, т. Миряна Башева), „Ти си вечно покрай мен“ (б. т. Георги Начев, ар. Тончо Русев), „Елиза“ (б. т. Надежда Захариева), „Чарли“ (б. т. Надежда Захариева). През 1979 г. е издадена третата му дългосвиреща плоча, но в Турция с песни на турски език. Българската публика търси все повече албумите на Мустафа Чаушев и той записва следващите си три дългосвирещи плочи: „Шехерезада“ (1980), „Признание“ (1982), ВТА 11294 (1984) – от тази плоча са големите му хитове „Завръщане в Шумен“ и „Погледни ме в очите“. „Признание“ е първият студиен албум на певеца, който освен на грамофонна плоча, е издаден и на аудиокасета. От този албум са хитовете „Признание“, „Танцьорката“ и единствената му песен по музика и аранжимент на Найден Андреев „Закъсняло признание“. Взривява концертните зали с хитовете „Линда“, „Шехерезада“, „Нежни погледи“, „Обещание за вечност“, „За две ръце“, „Ти си вечно покрай мен“, „Кажи ми, Кармен“, „Завинаги жена си остани“, „Признание“, „Една любов забравена“, „Танцьорката“, „Погледни ме в очите“, „Добре дошла, любов“, „Песничка“ и други от тези три албума. През 1984 г. настъпва Възродителният процес в България и Мустафа Чаушев е принуден да смени името си на Демир Чаушев. Това сякаш му носи още по-голям късмет. Следващите три плочи, издадени от Балкантон, „Злато мое“ (1986) – на тази плоча е изписан като Демир Чаушев, значителна част от песните са кавъри на сръбски хитове, „Обич моя“ (1988) – и на този албум е изписан като Демир Чаушев – и „Мъко моя“ (1990), отново като Мустафа Чаушев, са съответно златна, платинена и диамантена плочи. „Мъко моя“ е първата диамантена плоча в България и тези албуми достигат невиждани тиражи в страната и чужбина. Говори се, че почти във всяка българска къща има плоча на Мустафа Чаушев. Мигновено е разграбен и следващият албум в стил поп-фолк – „Тук е моят дом!“ (1991). Заглавната песен, по музика на Асен Драгнев и текст Александър Александров, се превръща в химн на демократичните промени и много митинги са започвали и завършвали с нея. От този албум хитове са, освен заглавната песен, „Стара майко“, „Шу-шу-шу“, „Тъжно ми е“, „Сърцето е нежна струна“, „Тази нощ ще бъде наша“ и „Златни листа“. От втората половина на 1980-те години и след 1989 г. Мустафа Чаушев записва немалко песни в стил попфолк, главно кавъри на сръбски и турски песни, но има и от български автори. След 1990 г. се появяват няколко компилационни аудиокасети с избрани песни от „Балкантон“ и „Мега музика“, както и албуми на турски език. През 1992 г. „Мега музика“ издава албума „Мустафа Чаушев пее на турски език“, като текстовете на всички песни от него са на Чаушев, само една – „Моят приятел - адаш“ – е в съавторство със Ссаади Гючлюер и е по музика и аранжимент на Асен Драгнев. През същата година „Мега музика“ издава и първата му компилация – „Хитовете на Мустафа Чаушев“ с песни от периода 1986 – 1991 г., които не са от български композитори, а преводни песни с български текстове от Надежда Захариева и Жива Кюлджиева. Сред тях са големите хитове „Тази нощ ще бъде наша“, „Сърцето е нежна струна“, „Как си, кажи“, „Стара майко“, „Мислех, че шега е било“, „Мария, имаш ли червено вино“, „Тъжно ми е“, „Дума да прати“ и др. През 1993 г. „Балкантон“ издава в две части компилацията „Най-хубавите песни на Мустафа Чаушев“ на две отделни аудиокасети, като в първата част има и песни от български композитори, а във втората – само преводни песни с български текстове на Надежда Захариева и Жива Кюлджиева. Последователно се пявяват три попфолк албума. През 1994 г. „Рива саунд“ издава аудиокасетата „С песента в сърцето“, в която повечето от музиката е на турски композитори, съдържа хитовете „Помня те“ и „Как да те забравя“; в албума участие вземат Галя Ичеревска – вокали, Венко Захариев – саксофон, Иван Лечев – китара и Петя Стоянова – цигулка. През 1994 г. издава втори студиен албум в Турция с песни на турски език. Следва съвместен албум, издаден през 1995 г. от „Перфект аудио“ с Тони Дачева и оркестър „Кристал“, като всички песни в него са по музика и аранжименти на ръководителя на оркестъра Красимир Христов. От тази касета голяма популярност добива един от най-големите хитове на попфолка от 90-те години – „Шоколади, бонбони“, който е дуетна песен на Тони Дачева и Мустафа Чаушев и по техен общ текст. През същата година излиза и видеокасетата „Кристал и приятели“, в която са клипирани песните от албума. През същата година е издадена и втора видеокасета, в която взема участие и дъщерята на Чаушев – Ажда. През 1996 г. „Перфект аудио“ издава албума „Сто пъти по сто“, в който Мустафа Чаушев записва първата си песен в дует с Ажда – „Помогни ми с любов“ (б. т. Пейо Пантелеев), който албум е изцяло с преводни песни с български текстове на Надежда Захариева, Жива Кюлджиева и само една по текст на Пейо Пантелеев. Взема участие на международен фестивал на турско говорещите страни – '97 и се представя в дует с дъщеря си Ажда.
През 2000 г. печели Първа награда на фестивала „Пирин фолк“ – Сандански с песента „Жива да си“ (м. Пламен Велинов, т. Надежда Захариева), която е бонус в албума му „На върха“ (2001). В него записва и дует с дъщеря си Ажда – „Момиче, коя си ти?“.
През 2001 г. е обявен за почетен гражданин на турския град Орхангаза, заедно с Росица Кирилова. През същата година е издаден попфолк албумът му „На върха“, който е първият албум на Чаушев, издаден на компактдиск. Той включва нови песни като „Жива да си“, спечелила първа награда на фестивала „Пирин фолк“ – Сандански, „Искам те“, „Дъжд валя“ и др., както и стари хитове като „Китка за теб“ (в нов аранжимент), „Само с теб“ и „Стара майко“.
През 2003 г. певецът празнува грандиозно в Зала 1 на НДК своя 60-годишен юбилей и 40 години на сцена. На него пеят: Йорданка Христова, Мими Иванова, Маргарита Хранова, Росица Кирилова, Ваня Костова, Борис Гуджунов, Боян Иванов, Борислав Грънчаров, Луна и други. Залата е твърде малка, за да побере всички почитатели на певческото майсторство на Мустафа Чаушев. На концерта се представя и дъщеря му Ажда и изпяват с баща си дуета „Татко“, които е единствената нова песен в поредния албум с най-доброто от певеца – „Къде сте приятели?“ (2003 г.). Този албум включва най-популярните му български песни в нови аранжименти. През същата година е удостоен със Златния почетен знак на Община Шумен и е обявен за почетен гражданин на Шумен „за изключителни заслуги към естрадната музика, разпространение на българската песен в страната и чужбина и във връзка с неговата шестдесет годишнина“. Любопитна подробност е, че в родния си град певецът е наричан с псевдонима Джиджи. Участва във фестивала на етносите „Ръка за ръка“ през септември същата година.
През 2005 г. Мими Иванова, Ваня Костова и Росица Кирилова посвещават на Мустафа Чаушев по случай 60-годишния му юбилей песента „Мъже с мустаци“, записана в съвместния албум на трите певици „Спасителки на плажа“.
През 2007 г. Мустафа Чаушев издава компилация от два компактдиска с преводни песни с български текстове от Жива Кюлджиева („Любовта е жива“) и Надежда Захариева („Животът е надежда“). Дисковете съдържат големи хитове като „А ти си чакала“, „Глътка вино“, „Всяка моя вечер“, „Шехерезада“, „Дума да прати“, „Не ме сравнявай“, „Злато мое“, „Златни листа“, „Тази нощ ще бъде наша“, „Смей се на глас“, „Черноока моя“, „Как си, кажи“, „Сърцето е нежна струна“, „Питай сърцето“, „Обич моя“, „Мария, имаш ли червено вино“ и др.
През 2008 г. певецът празнува своята 65-годишнина и 45-годишна сценична дейност с голям концерт, отново в зала 1 на НДК. Негови специални гости са Лили Иванова, Мая Нешкова, Росица Кирилова, а в рамките на спектакъла дъщеря му Ажда представя дебютния си солов албум „Оф, оф“. През същата година издава компилацията „The best Богатство“, в която са включени нови песни, неиздавани преди това, и стари и добре известни песни в нов аранжимент, като всичките са изпълнени на концерта.
През 2013 г. получава наградата „Златен век“ – печат от тогавашния служебен министър на културата Владимир Пенев.
На 6 декември 2018 г. е обявен за „Почетен гражданин на Община Бургас“.
Мустафа Чаушев в продължение на години работи по усъвършенстване на Закона за авторско право и сродните му права, за подобряване положението на бедстващи музиканти и подпомагане на младите в гилдията, в качеството си на един от учредителите на Европейската агенция за изпълнителските, продуцентските и авторските права и член на Управителния ѝ съвет.

### Прекратяване на кариерата
През 2015 г. Мустафа Чаушев прекратява певческата си кариера със серия юбилейни концерти по случай 50-годишната си сценична дейност под надслов „50 години с песните на Мустафа Чаушев“, в които вземат участие негови колеги. Прощалният бенефис започва в градовете Шумен, Русе и Добрич. Следва голям бенефисен концерт на 15 август 2015 г. в Летния театър на Бургас с участието на Ажда, Йорданка Христова, Тони Дачева и Росица Кирилова. На 13 ноември 2015 г. в София, в „Рейнбоу плаза“, следва друг голям юбилеен концерт с участието на Ажда, Йорданка Христова, Росица Кирилова, Тони Дачева и Мая Нешкова. На 15 декември 2015 г. в Държавна опера – Пловдив се провежда последният от серията концерти „50 години с песните на Мустафа Чаушев“. През същата година певецът издава албума си „50 години с песните на Мустафа Чаушев“, който раздава безплатно по концертите си. В него включва 22 песни от репертоара си с послеслов: 
| „ | Посвещавам този диск на жена ми, дъщеря ми и всички приятели и почитатели, които ме обичат. | “ |

През 2016 г. БНТ излъчва филма „50 години с песните на Мустафа Чаушев – Равносметка“, посветен на юбилейния концерт и кариерата на певеца.

### Инцидент със стрелба
На 22 април 2018 г. Мустафа Чаушев пътува с личния си автомобил и семейството си за Турция.
При влизане в Турция, на граничен пункт на българо-турската граница, турски гражданин на около 45 години прережда Мустафа Чаушев. Певецът му прави забележка. Последва спор. След границата, на път за Истанбул, се чул силен гръм – задното стъкло на автомобила на Чаушев се строшава. Певецът установява, че по колата му има следи от куршуми, а един куршум минава на сантиметри от него. Семейството се разминава с уплаха и едва не загива. Дъщерята на Мустафа Чаушев – Ажда – губи гласа си за 10 дни. Експерти установяват, че случилото се е опит за убийство.

## Дискография

### Малки плочи
| Подробности | Песни |
| --- | --- |
| Издадена: 1969 Заглавие: „Мустафа Чаушев“ Формат: EP Издател: Балкантон Каталожен номер: ВТМ 6210 Записана на турски език.    | 1. „Не ме изоставяй“ 2. „Не вярвам в любовта ти“ 3. „Един ден от живота“ 4. „Дилайла“ Съпр. орк. „Балкантон“, дир. Д. Ганев                        |
| Издадена: 1970 Заглавие: „Пее Мустафа Чаушев“ Формат: SP Издател: Балкантон Каталожен номер: ВТК 2933                         | 1. „Нямаш време за мен“ 2. „Мой живот“ Съпр. орк. „Балкантон“, дир. Д. Ганев                                                                       |
| Издадена: 1972 Заглавие: „Мустафа Чаушев“ Формат: SP Издател: Балкантон Каталожен номер: ВТК 3001                             | 1. „Щом сме с песента“, съпр. вок. гр. „До-ре-ми-фа“ и ЕОКТР, дир. В. Казасян 2. „Търся щастието“, съпр. вок.-инстр. състав „6 + 1“, дир. Ив. Пеев |
| Издадена: 1974 Заглавие: „Мустафа Чаушев“ Формат: SP Издател: Балкантон Каталожен номер: ВТК 3058                             | 1. „Китка за теб“ 2. „Зимно море“ Съпр. ЕО, дир. Т. Русев                                                                                          |
| Издадена: 1974 Заглавие: „Мустафа Чаушев“ Формат: SP Издател: Балкантон Каталожен номер: ВТК 3059                             | 1. „Безкраен празник“ 2. „Любов за теб“ Съпр. ЕО, дир. Т. Русев                                                                                    |
| Издадена: 1974 Заглавие: „Mustafa Çavuşev“ Формат: SP Издател: Diskotür Каталожен номер: DT 5157 Плочата е издадена в Турция. | 1. „Yıllar önce“ 2. „Bekle beni“ |
| Издадена: 1975 Заглавие: „Мустафа Чаушев“ Формат: SP Издател: Балкантон Каталожен номер: ВТК 3258                             | 1. „Оня мой неизвестен връстник“, съпр. ЕО с вок. гр., дир. Т. Русев 2. „Песен за добрата дума“, съпр. ЕОКТР, дир. Ив. Ангелов                     |
| Издадена: 1976 Заглавие: „Мустафа Чаушев“ Формат: SP Издател: Балкантон Каталожен номер: ВТК 3303                             | 1. „Надежда“ 2. „Лебедова верност“ Съпр. ЕО, дир. Т. Русев                                                                                         |
| Издадена: 1980 Заглавие: „Мустафа Чаушев“ Формат: SP Издател: Балкантон Каталожен номер: ВТК 3560 Записана на турски език.    | 1. „Пиян съм от любов“ 2. „Ще съжаляваш за мен“ |

### Студийни албуми
- 1974 – „Мустафа Чаушев“[29]
(LP, Балкантон – ВТА 1845)
- 1977 – „Мустафа Чаушев“[30]
(LP, Балкантон – ВТА 2098)
- 1979 – „AŞK NEDIR“, издаден в Турция[31]
(LP, Feyyaz Plakçılık – 0001)
- 1980 – „Шехерезада“[32]
(LP, Балкантон – ВТА 10484)
- 1982 – „Признание“[33][6]
(LP и MC, Балкантон, LP: ВТА 10869; MC: ВТМС 7017)
- 1984 – „Мустафа Чаушев“[34]
(LP, Балкантон – ВТА 11294)
- 1986 – „Злато мое“[35][36]
(LP и MC, Балкантон, LP: ВТА 12049; MC: ВТМС 7238)
- 1988 – „Обич моя“[37][38]
(LP и MC, Балкантон, LP: ВТА 12325; MC: ВТМС 7314)
- 1990 – „Мъко моя“[39]
(LP, Балкантон – ВТА 12566)
- 1991 – „Тук е моят дом!“
(MC, Унисон)
- 1992 – „Мустафа Чаушев пее на турски език“
(MC, Мега музика)
- 1994 – „Kalbimdeki şarkı“, издаден в Турция[40]
(MC, Deniz Plak – 13278)
- 1994 – „С песента в сърцето“
(MC, Riva Sound – RS0161)
- 1995 – „Оркестър Кристал, Мустафа Чаушев, Тони Дачева“
(MC, Перфект аудио)
- 1996 – „Сто пъти по сто“
(MC, Перфект аудио)
- 1999 – „Bi tanem/ Единствена моя“, дуетен с Ажда
(MC, Муси мюзик)
- 1999 – „Както догаря моята цигара“, дуетен с Ажда
(MC, Муси мюзик)
- 2001 – „На върха“[2]
(MC и CD, StefKos Music – SM0103029)

### Компилации
- 1992 – „Хитовете на Мустафа Чаушев“
(MC, Мега музика)
- 1993 – „Най-хубавите песни на Мустафа Чаушев 1“[41]
(MC, Балкантон – ВТМС 7700)
- 1993 – „Най-хубавите песни на Мустафа Чаушев 2“[42]
(MC, Балкантон – ВТМС 7725)
- 2003 – „Къде сте приятели?“
(CD, Riva Sound – RSCD3115)
- 2007 – „Златните хитове на Мустафа Чаушев, част I: Любовта е жива“
(CD, Мустафа Чаушев)
- 2007 – „Златните хитове на Мустафа Чаушев, част II: Животът е надежда“
(CD, Мустафа Чаушев)
- 2008 – „The best Богатство“
(CD, Мустафа Чаушев)
- 2015 – „50 години с песните на Мустафа Чаушев“
(CD, Мустафа Чаушев)

### Други песни
- 1970 – „Мило лято“ – м. Саам, т. Светломир Димитров, съпр. орк. „Никола Чалашканов“ – от малката плоча „Танцувайте“ (Балкантон – ВТМ 6322)[43]
- 1972 – „Жълтата река“ – б. т. Димитър Ценов, съпровожда вокална група и орк. „Балкантон“, дир. Димитър Ганев – от плочата „Коктейл Балкантон“ (Балкантон – ВТА 1405)[44]
- 1972 – „Момчето и вятъра“ – м. Морис Аладжем, т. Димитър Ценов, съпр. ЕОБРТ, дир. Вили Казасян – от плочата „Коктейл Балкантон“ (Балкантон – ВТА 1405)[44]
- 1972 – „Пеперуди“ – м. Тончо Русев, т. Дамян Дамянов, съпровожда вокална група и орк. „Балкантон“, дир. Димитър Ганев – от плочата „Коктейл Балкантон“ (Балкантон – ВТА 1405)[44]
- 1972 – „Мое слънце“ – м. Морис Аладжем, т. Димитър Ценов, съпр. ЕОКТР, дир. Ангел Заберски – от конкурса „Мелодия на годината“ за м. август (Балкантон – ВТА 1498)[45]
- 1976 – „Който пее, зло не мисли“ – м. и ар. Мишо Ваклинов, т. Б. Игнатов, съпр. ЕО, дир. Ангел Заберски – от плочата „Избрани песни '76“ (Балкантон – ВТА 2104)[46]
- 1976 – „Незнайният моряк“ – м. Христо Ковачев, т. Емил Розин, ар. Томи Димчев, съпр. ЕОКТР, дир. Вили Казасян – от плочата „Пеем за нашето време“ (Балкантон – ВТА 1946)[47]
- 1977 – „Тайна“ – м. Тончо Русев, т. Дамян Дамянов, ар. Димитър Бояджиев, съпр. орк. „Спектър“, дир. Тончо Русев – от плочата „ТВ мелодия на годината '77“ (Балкантон – ВТА 10150)[48]
- 1979 – „Диана“ – м. Христо Ковачев, т. Игнат Игнатов, ар. Марио Станчев, съпр. орк., дир. Николай Куюмджиев – от съвместна малка плоча с Маргрет Николова (Балкантон – ВТК 3510)[49]
- 2003 – „Севеджеим“, дует с Луна от концерта за 60-годишнината на Мустафа Чаушев
- 2005 – „Любима жена“, дует с Ажда – м. и ар. Кирил Икономов, т. Георги Севеклиев – от албума на Кирил Икономов „За приятелите наши“
- 2008 – „Живей за мен“, дует с Мая Нешкова – м., т. и ар. Кирил Икономов
- 2015 – „Равносметка“, дует с Йорданка Христова

## Видеоалбуми
- 1995 – „Кристал и приятели“
(VHS, Перфект видео)
- 1995 – „Съдба. Хитовете на Мустафа Чаушев“
(VHS, Перфект видео)

## Награди и отличия
- 1972 – Трета награда от радиоконкурса „Пролет“ за песента „Момчето и вятъра“
- 1972 – „Мое слънце“ – песента е победителка в конкурса „Мелодия на годината“ за м. май
- 1973 – Първа награда на жури и публика от конкурса „Песни за Бургас, морето и неговите трудови хора“ за песента „Зимно море“
- 1974 – Първа награда на журито от конкурса „Песни за Варна“ за песента „Незнайният моряк“
- 1974 – Наградата на публиката от конкурса „Песни за Варна“ за песента „Незнайният моряк“
- 1974 – Втора награда от радиоконкурса „Пролет“ за песента „Пролет“
- 2000 – Първа награда от фестивала „Пирин фолк“ за песента „Жива да си“
- 2001 – Почетен гражданин на турския град Орхангаза
- 2003 – Почетен златен знак и почетен гражданин на Шумен
- 2007 – Награда „Златна лира за цялостно творчество“ от Съюза на музикалните дейци
- 2010 – Награда „Златна лира“ от ЕАЗИПА
- 2013 – Награда „Златен век“ – печат
- 2016 – Награда за изключителен принос в областта на българската популярна музика и култура от Клуба на илюзионистите в България[50]
- 2018 – Златна значка на община Шумен
- 2018 – Почетен гражданин на Бургас
- 2023 – Ключ от кулата на община Бургас[51]

## Личен живот
През 1973 г. се запознава със съпругата си Лейла Чаушева, но се женят през 1983 г. Имат само една дъщеря – Ажда, също певица, родена през 1984 г. Мустафа Чаушев посвещава албума „Злато мое“ на дъщеря си, на обложката на който е с нея, държейки я в ръце.